# Mary Boyoi

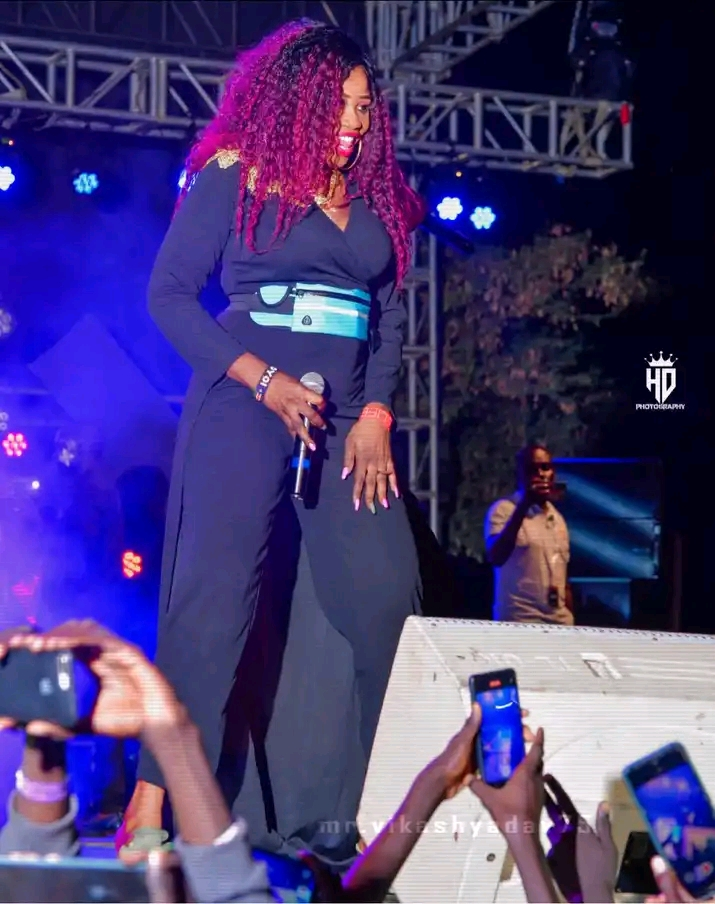
Mary Boyoi (2022)

Mary Boyoi (* 12. Mai 1974, Malakal, Sudan – heute Südsudan) ist eine südsudanesische Singer-Songwriterin und politische Aktivistin.

## Leben

### Jugend
Mary Boyoi wurde am 12. Mai 1974 in Malakal, damals Democratic Republic of Sudan (Mai Regime), geboren. Boyois Vater, ein Häuptling der Murle und Kommandant im Sudan People’s Liberation Movement wurde 1989 getötet. Nach dem Tod ihres Vaters lebte sie mit ihrer Familie einige Jahre in IDP-Flüchtlings-Camps im Sudan und in Flüchtlingslagern in Äthiopien um den Kriegshandlungen zu entgehen.
Sie begann in der Sonntagsschule mit dem Singen. Sie konnte in Kenia verschiedene Diplome erwerben.
Boyoi ist Gründerin und Executive Director von Voice of the Peace (VOP), einer nationalen Nichtregierungsorganisation (NGO), die Überlebenden geschlechtsspezifischer Gewalt (Gender-Based Violence, GBV) Psychosoziale Unterstützung und Überweisungsmöglichkeiten für medizinische Versorgung bietet (GBV).

## Musikalische Karriere
Zooz, ein Lied von Boyoi, war im März 2010 auf Sudan Votes Music Hopes zu hören. Sudan Votes Music Hopes ist eine Zusammenarbeit von Künstlern aus dem ganzen Sudan, die Lieder verfasst haben, „um die Menschen im Sudan zu ermutigen, ihre Zukunft selbst zu gestalten“ („to encourage the people of Sudan to make a mark on their future“). Das SVMH-Album wurde vom deutschen Singer-Songwriter Max Herre zusammengestellt und wird im ganzen Sudan auf Audiokassetten, im Radio und digital über sudanvotes.com vertrieben. Die Produktion wurde von Media in Cooperation and Transition (MICT) realisiert und vom Auswärtigen Amt finanziert. Im August 2012 veröffentlichte die Süd Electronic-Plattenfirma eine Schallplatte mit House-Remixes von Tama Sumo und Portable.
2011 trat Boyoi bei einer Veranstaltung zum Unabhängigkeitstag im Südsudan auf.
2013 veröffentlichte Boyoi die Single Ana Indi Zool, featuring Isaac Mamur. 2016 veröffentlichte sie die zweite Ausgabe der Single Welet De Tai. Eine Single unter demselben Namen featuring Colo wurde ebenfalls veröffentlicht.
2021 wurde sie aufgrund ihrer Arbeit mit Harmonize bei den South Sudan Music Awards in der Kategorie „Beste Zusammenarbeit (international) des Jahres“ (Best Collaboration, Internationally) nominiert.

## Politischer Aktivismus
2002 begann Boyoi, für humanitäre Hilfsorganisationen im gesamten Südsudan zu arbeiten.
2005 gründete sie ABONA International, eine gemeinnützige Organisation, die sich für den Frieden im Südsudan einsetzt und Mädchen und jungen Frauen in gewalttätigen und destruktiven Situationen Hilfe bietet. 2007 begann sie mit der Arbeit an ihrem ersten Musikprojekt „Referendum“.
Im Januar 2010 wurde Boyoi von Mitgliedern der Murle-Gemeinschaft als Kandidatin für einen Sitz im südsudanesischen Parlament in Juba nominiert. Sie nahm an den Wahlen im April 2010 teil.
2022 unterstützte sie Präsident Salva Kiir Mayardit, den Parteiführer des Sudan People’s Liberation Movement, bei den anstehenden Wahlen.